# Edo Heinrich von Thünen

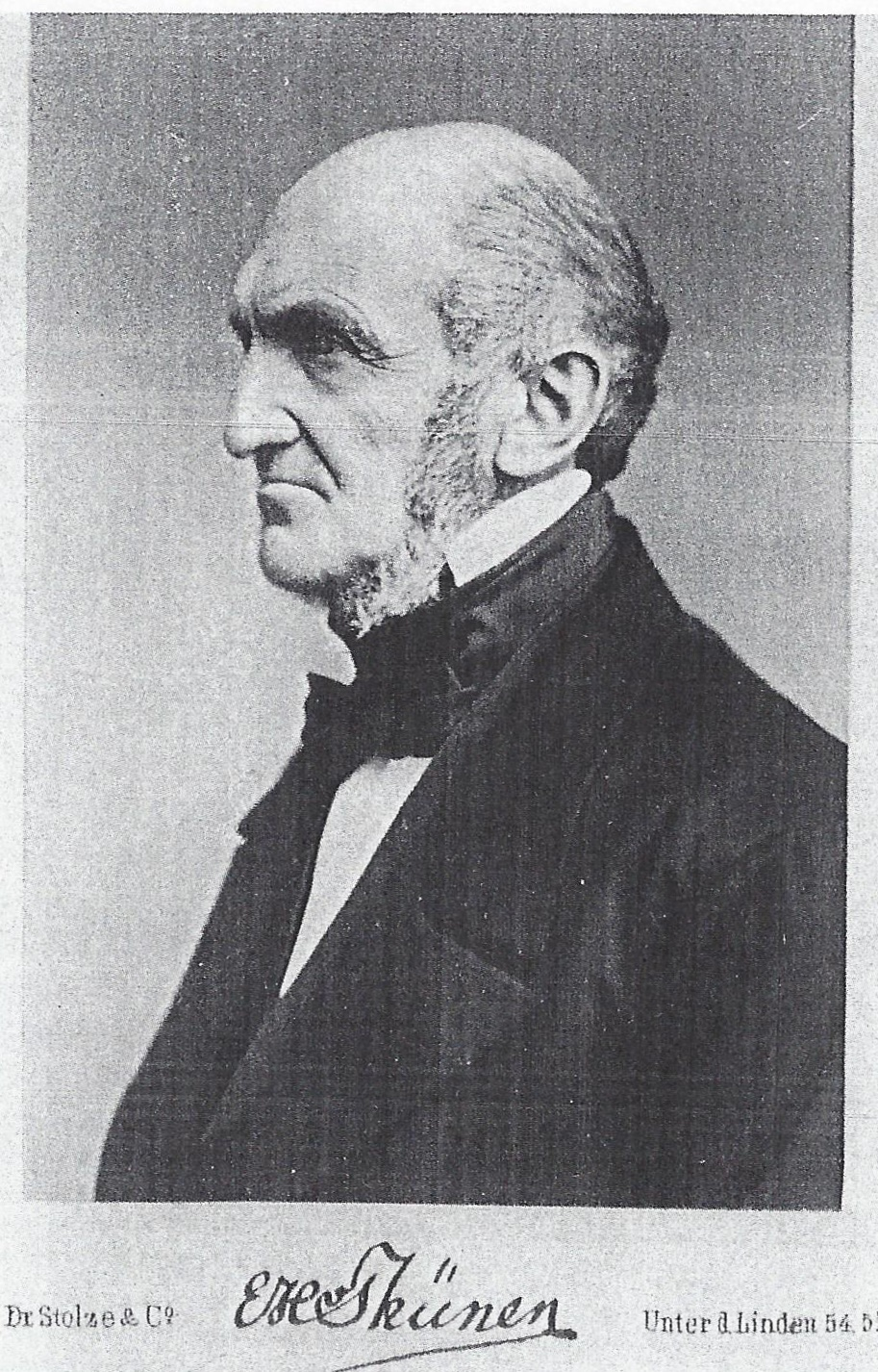
Edo Heinrich von Thünen

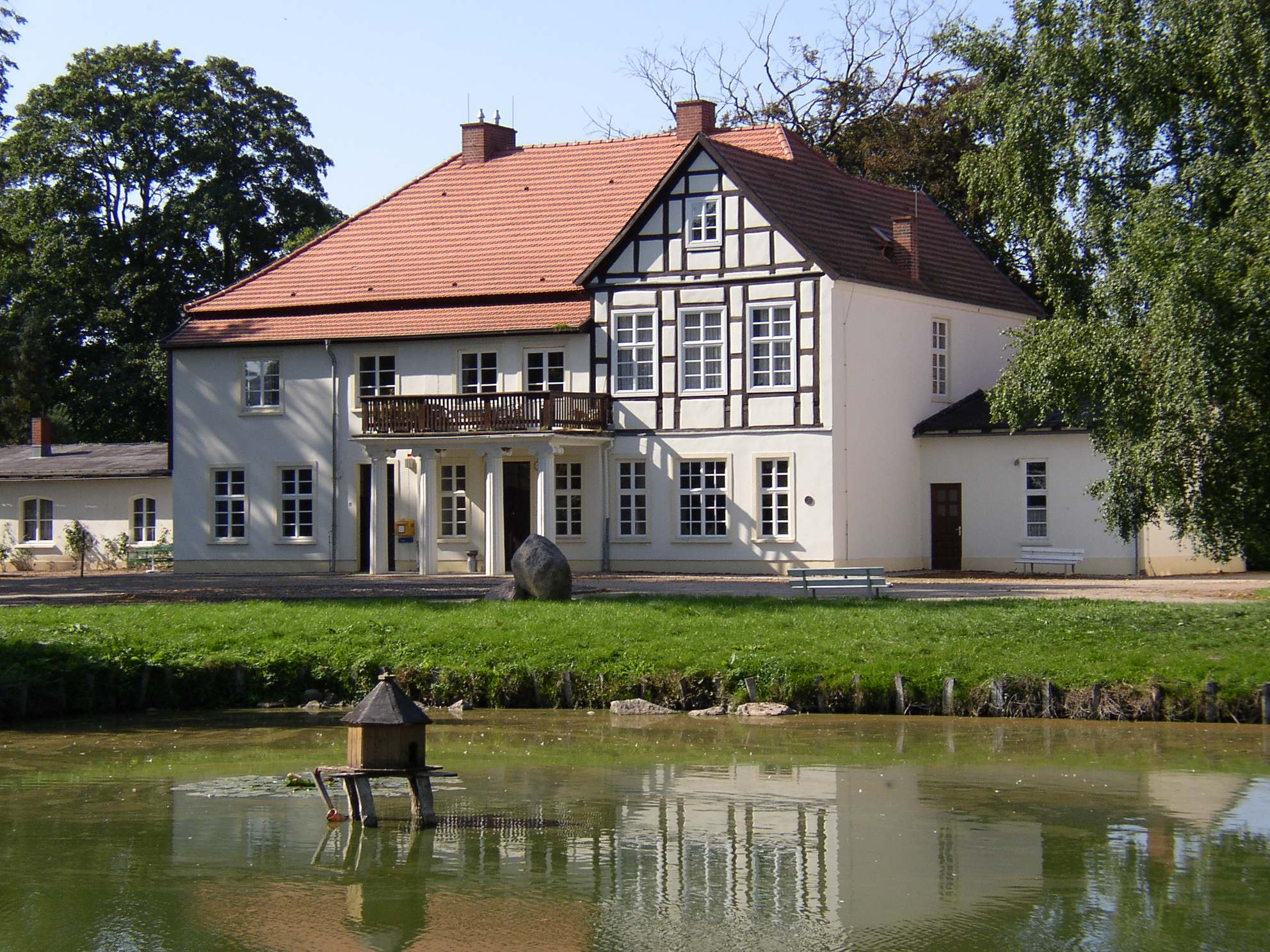
Gutshaus der Thünen in Tellow

Edo Heinrich von Thünen (* 16. Juni 1808 in Friedland (Mecklenburg); † 17. August 1873 in Tellow) war ein deutscher Rittergutsbesitzer in Mecklenburg. Er saß im Reichstag (Norddeutscher Bund).

## Leben
Als Sohn von Johann Heinrich von Thünen besuchte v. Thünen bis 1827 das Gymnasium zu Friedland (Mecklenburg). Über drei Jahre von seinem Vater vorbereitet, studierte er von 1830 bis 1834 Kameralwissenschaft an der Friedrich-Wilhelms-Universität Berlin, der Ruprecht-Karls-Universität Heidelberg und der Universität Rostock. 1833 wurde er Mitglied des Mecklenburger Landescorps Vandalia Rostock. Von 1834 bis 1851 war er Auditor und Domanialbeamter bei den Ämtern Dargun, Stavenhagen und Lübz.
Zur Zeit der Revolution in Mecklenburg (1848) war er Mitglied der Mecklenburgischen Abgeordnetenversammlung (von Mecklenburg-Schwerin und Mecklenburg-Strelitz). Sie entsandte ihn 1850 in das Erfurter Unionsparlament. 1851 zog er sich auf das väterliche Gut Tellow zurück.
Von Februar 1867 bis zur Reichstagswahl 1871 war er Mitglied des Reichstags des Norddeutschen Bundes und des Zollparlaments für den Reichstagswahlkreis Großherzogtum Mecklenburg-Schwerin 2 (Kammergüter) und die Nationalliberale Partei. Er starb mit 65 Jahren.